# الدوري البحريني الممتاز 1957–58
الدوري البحريني الممتاز 1957-1958 هي النسخة الثانية من الدوري البحريني الممتاز.

## نظرة عامة
توج المحرق باللقب للمرة الثانية على التوالي.